# Henry Raynor
Henry Broughton Raynor (29 de janeiro de 1917 — 23 de julho de 1989) foi um musicólogo e escritor britânico.
Ele nasceu na Rua Mellor, 11, em Moston, Manchester, na Inglaterra. Os Raynors eram pobres e a educação formal de Henry foi limitada pela falta de recursos de sua família. Sua saúde fraca na infância o deixou com tempo para ouvir música e ler muito.
Escreveu vários livros, principalmente sobre música clássica. Escreveu também sobre a história social da música desde a antiguidade até o século XX, colocando músicos e suas obras em contextos culturais e econômicos.